# Neumarkter Passionsspiele
Die Neumarkter Passionsspiele sind ein Passionsspiel in Neumarkt in der Oberpfalz, das die letzten 5 Tage im Leben Jesu Christi zeigt.

## Geschichte
Der Ursprung dieser Spiele liegt im 17. Jahrhundert: Im Rahmen der Rekatholisierung der heutigen Oberpfalz begann der Kapuzinerorden in Neumarkt mit der Aufführung solcher Spiele, um so der Bevölkerung den katholischen Glauben wieder näherzubringen. Als Spielträger trat die Corpus-Christi-Bruderschaft auf. Aus dem Jahr 1772 sind zwei im Kern identische Spielhandschriften überliefert. Trotz der Bemühungen der Bürgerschaft um eine Fortsetzung des geistlichen Theaters musste man sich schließlich den Verboten der geistlichen und weltlichen Obrigkeit beugen: 1793 trug man nur noch das Grab Christi durch die Stadt.  
Erst 1901 griff der Katholische Gesellenverein, die Vorgängerorganisation der heutigen Kolpingsfamilie, die Tradition wieder auf und begann erneut mit der Aufführung eines Passionsspiels. Nach dem Ersten Weltkrieg wurde zu Beginn der 1920er Jahre die erneute Aufführung des Spieles vorbereitet. Der Neumarkter German Mayr verfasste ein neues Textbuch und führte bei den Spielen 1922 auch Regie, hier fanden 23 Aufführungen statt. Außerdem sollten die Spiele wieder wie ursprünglich in einem festen Rhythmus gezeigt werden, weitere Aufführungen waren für 1927 und 1932 vorgesehen. Die politischen und wirtschaftlichen Umstände dieser Zeit verhinderten dies jedoch. 
Erst 1959 und 1964 gelang die Wiederaufführung durch die Kolpingsfamilie. Kaspar Hirschbeck, damaliger Pfarrer der Pfarrei St. Johannes, überarbeitete Anfang der 1980er Jahre German Mayrs Text und berücksichtigte auch zahlreiche Aussagen des Zweiten Vatikanischen Konzils. Diese Version wurde 1984 und 1989 aufgeführt, mit dem Ziel, die Spiele nun alle 10 Jahre zu wiederholen. 
Für die Aufführungen 1999 unterzog der Neumarkter Gymnasiallehrer Hans Georg Hirn das Spiel einer gründlichen Neubearbeitung. Unter Berücksichtigung neuester historischer und theologischer Erkenntnisse griff er wieder auf die Version German Mayr zurück und ergänzte den Text stellenweise.
Eine besondere Auszeichnung bedeutete die Tatsache, dass Neumarkt im Jahr 2009 Ausrichter und Gastgeber der „Europassion“ war. Vor über drei Jahrzehnten fanden sich Spielgemeinschaften unterschiedlicher Herkunft unter diesem Namen zu einer über- und internationalen Vereinigung zusammen, der inzwischen etwa 90 Passionsspielorte aus 15 Ländern Europas angehören. Die Passionsspiele 2009 wurden vom 28. Februar bis zum 10. April in der Kleinen Jura-Halle mit etwa 1000 Plätzen aufgeführt, über 400 Laiendarsteller, Bühnenbauer und Maskenbildner wirkten mit. Die Schirmherrschaft übernahm der Eichstätter Bischof Gregor Maria Hanke. Bei den Passionsspielen 2019 vom 9. März bis zum 19. April führte Michael Ritz Regie, Peter Bruckschlögl leitete, wie schon 2009, den Chor. Zur Erinnerung an die Wiederbelebung der Neumarkter Passionsspiele vor 100 Jahren soll vom 27. bis zum 29. Mai 2022 eine verkürzte Fassung als Kirchenspiel im Münster St. Johannes aufgeführt werden.

## Spieltext
- Neumarkter Passionsspiele 2019. Textbuch. Mit einer historischen Einführung und Dokumentation von Manfred Knedlik, [Neumarkt] 2019.